# Lieja-Bastogne-Lieja 1999
La Lieja-Bastogne-Lieja 1999 fou la 85a edició de la clàssica ciclista Lieja-Bastogne-Lieja. La cursa es va disputar el diumenge 18 d'abril de 1999, sobre un recorregut de 264 km, i era la quarta prova de la Copa del Món de ciclisme de 1999. El belga Frank Vandenbroucke (Cofidis) va guanyar per davant del neerlandesos del Rabobank Michael Boogerd i Maarten den Bakker, segon i tercer respectivament.

## Classificació general
|    | Ciclista                  | Equip            | Temps      |
| -- | ------------------------- | ---------------- | ---------- |
| 1  | Frank Vandenbroucke (BEL) | Cofidis          | 6h 25' 36" |
| 2  | Michael Boogerd (NED)     | Rabobank         | + 30"      |
| 3  | Maarten den Bakker (NED)  | Rabobank         | + 41"      |
| 4  | Michele Bartoli (ITA)     | Mapei-Quick Step | + 44"      |
| 5  | Paolo Bettini (ITA)       | Mapei-Quick Step | + 54"      |
| 6  | Niki Aebersold (SUI)      | Rabobank         | + 55"      |
| 7  | Markus Zberg (SUI)        | Rabobank         | m. t.      |
| 8  | Oscar Camenzind (SUI)     | Lampre-Daikin    | + 56"      |
| 9  | Udo Bölts (GER)           | Deutsche Telekom | m. t.      |
| 10 | Laurent Roux (FRA)        | Casino           | m. t.      |